# Ruta A-40
La ruta A-40 es una ruta regional primaria que se encuentra en el norte Grande de Chile sobre la Región de Tarapacá. En su recorrido de 40,2 km totalmente asfaltados, une la ruta 5 Panamericana, en el cruce cercano a la antigua oficina salitrera de San Antonio de Zapiga, con Pisagua en la costa del océano Pacífico, convirtiéndose actualmente en la única vía de acceso a dicho poblado.
Presenta un trazado simple hasta las cercanías de Pisagua donde existe una brusca bajada en zig-zag.
El rol asignado a esta ruta fue ratificado por el decreto MOP N° 2136 del año 2000.

## Ciudades y localidades
Los accesos inmediatos a ciudades y localidades, y las áreas urbanas por las que pasa esta ruta de este a oeste son:

### Región de Tarapacá
Recorrido: 40 km (kilómetro 0 a 40).
- Provincia del Tamarugal: acceso a ex-salitrera San Antonio de Zapiga (km 2), Pisagua (km 40).